# Rozhniativ (huyện)
Huyện Rozhniativ (tiếng Ukraina: Рожнятівський район, chuyển tự: Rozhniativs’kyi raion) là một huyện của tỉnh Ivano-Frankivsk thuộc Ukraina. Huyện Rozhniativ có diện tích 1303 km², dân số theo điều tra dân số ngày 5 tháng 12 năm 2001 là 75513 người với mật độ 58 người/km2. Trung tâm huyện nằm ở Rozhniativ.